# Мускат белый
Мускат белый (итал. Moscato bianco, фр. Muscat blanc à petits grains) — мелкоплодный ароматический сорт белого винограда, от которого так или иначе происходят прочие мускаты. Несмотря на своё название, легко мутирует и меняет цвет ягод (причём одна и та же лоза в разные годы может давать плоды разных оттенков). Используется в свежем виде и для изготовления белых вин, в том числе сухих, игристых (Асти), десертных.
Мускат белый считается «королём» мускатов — как по способности давать насыщенные, изысканные вина, так и по количеству происходящих от него сортов (мускат александрийский, мускат жёлтый, алеатико и т. д.).

## История и география
Рядом специалистов отождествляется с ароматным виноградом, упоминаемым у Плиния и других древних авторов в качестве особо привлекательного для мух (лат. musca) и пчёл. Распространен на территориях всех регионов со средиземноморским климатом, а также в Калифорнии. Исторически на винах из белого муската специализировались северная Италия, юго-восток Франции и Греция. 
В Российской империи появление сортов мускатного винограда традиционно связывают с именем Петра I. Основным районом производства российских мускатных вин является Крым, где в 1812 году был заложен Никитский ботанический сад и посажены популярные европейские сорта винограда, среди которых и белый мускат. 

## Основные характеристики
Виноградные кусты — среднего размера, цветение обоеполое. Грозди ягод — средние, массой от 100 до 450 граммов, цилиндрические и плотные.
Ягоды — средние, весом до 4 граммов и диаметром до 1,5 сантиметров, цвет ягод — желтовато-золотистый. Мякоть сладкая и сочная, с сильным мускатным ароматом. Семян в ягоде 2-3. Содержит большое количество сахара — 18-25%.
Вызревание побегов на уровне 75-90%. Плодоносных побегов 44%. Количество соцветий: на развившемся побеге 0,46, на плодоносном 1,22. На недостаточность влаги сорт реагирует резким сокращением побегов. Наиболее урожаен на умеренно сухих, шиферных, хорошо прогреваемых склонах. Негативное влияние на урожайность оказывают глинистые почвы.
Урожайность средняя — 63,6-109,2 центнеров с гектара. На урожайность негативно влияет сгущенность посадки. Морозостойкость низкая. В дождливые годы при сохранении высокой влажности почвы урожайность низкая, что обусловлено появлением на ягодах серой гнили. Для увеличения урожайности необходимо дополнительное опыление.

## Использование в виноделии
Практически каждая страна Средиземноморского региона вырабатывает известное вино на основе белого муската, причём они разнятся от лёгких сухих и слабоалкогольных (иногда игристых) вин до очень сладких и крепких мускатов в узком смысле слова (как, например, знаменитое в XIX веке кейптаунское вино «Констанция»).
На право считаться родиной десертных мускатных вин претендует Греция, где они до сих пор изготавливаются (в стиле «пассито») на острове Самос и в районе города Патры. На юго-востоке Франции (Ривзельт, Фронтиньян, Бом-де-Вениз) мелкоплодный мускат («блан а пти грен») используется в сочетании с крупноплодным александрийским мускатом для производства марочных ликёрных вин (vins doux naturels).
Три четверти мирового урожая белого муската приходится на Италию, где пьемонтскими виноделами в огромных объёмах производится на экспорт игристое вино Асти. Итальянские мускатные вина разнообразны по стилистике: например, в Тоскане они бывают как тихими, так и игристыми, а на Сардинии и Сицилии — также и креплёными.
Первые крымские мускатные вина начали производить в 1830-х годах. Российскими виноделами (как до революции, так и в советский период) мускат считался подходящим главным образом для выпуска марочных десертных вин высокой сладости с сильным приятным ароматом чайной розы и цитрона — таких, как «Мускат белый Красного Камня».